# Curzweyhl
Curzweyhl ist ein deutsches Musiklabel. Es ist eines von fünf Tochterlabels der Musikagentur Omniamedia GmbH (bis 2005: CW Consult) in Siegen.
Auf Curzweyhl veröffentlichen Interpreten sogenannter phantastische Musik. Die im Labelnamen verwendeten Initialen gehen auf den Gründer und Betreiber Christian Wallhäuser-Krekel zurück.

## Interpreten (Auswahl)
- Annwn
- Cornix Maledictum
- Dunkelschön
- Eichenschild
- Elane
- Faun
- Filia Irata
- Galahad
- Geyers
- Haugaard & Høirup (Harald Haugaard & Morten Alfred Høirup)
- Minotaurus
- Omnia
- Persephone
- Sava
- Schattenkinder
- Schelmish
- Transit Poetry
- Van Langen (wie auch Des Teufels Lockvögel)

Auch das von Van Langen 2002 ins Leben gerufene „Palästinalied-Projekt“ veröffentlichte bei Curzweyhl (siehe hierzu Palästinalied#Rezeption; Interpreten: Van Langen, Faun, Mediæval Bæbes, Corvus Corax, Galahad, Tanzwut, Die Streuner, Ensemble Alte Musik DresdenEnsemble Alte Musik, A La Via, Mothwing, Furunkulus Bladilo, Saltarello, Shadowland, Musiktheater Dingo, Mariana Dzus & Ukrainian Vocalists, Poeta Magica, D´Arcadia & Mandragora, Engelsstaub, Finisterra und das Van Langen Projekt). Ebenfalls erschien auch 2007 beim Label auch eine Audio-CD Bacio di Tosca – Der Tod und das Mädchen.